# MOKA
Pour les articles homonymes, voir Moka.
MOKA (Methodology and tools Oriented to Knowledge-based engineering Applications) est une méthode de formalisation des connaissances dans le but de développer des applications KBE ou KBS. 